# Elecciones municipales de Chachapoyas de 2006
Las elecciones municipales de Chachapoyas de 2006 se llevaron a cabo el 19 de noviembre de 2006 para elegir al alcalde y al Concejo Provincial de Chachapoyas para el periodo 2007-2010. La elección se celebró simultáneamente con elecciones regionales y municipales (provinciales y distritales) en todo el país.
Peter Thomas Lerche, destacado erudito e investigador de la cultura chachapoyas, fue elegido alcalde provincial por Unión por el Perú. Este triunfo representó el mejor resultado de un partido de izquierda en Chachapoyas desde 1986 y la primera vez que una agrupación de esta orientación política ganaba las elecciones. Lerche obtuvo una ajustada victoria sobre Leonardo Rojas Sánchez, exalcalde entre 1996 y 2002, quien se postuló con el movimiento Integración 6 de Junio. Por su parte, Óscar Torres Quiroz, alcalde en ejercicio y candidato del Partido Aprista Peruano, quedó relegado al tercer lugar. En tanto, Fuerza Democrática logró representación en el concejo provincial, desplazando a Acción Popular. Esta elección representa la última ocasión en la que un partido político nacional ganó la alcaldía provincial hasta la fecha, con el nivel de participación más alto registrado en la historia.
En el ámbito distrital, el Partido Aprista Peruano, aunque sufrió una importante pérdida de casi la mitad del número de alcaldías distritales, mantuvo su posición como el partido más votado al ganar en seis distritos. Sin embargo, perdió el control de los distritos más poblados: La Jalca, que pasó a manos de Unión por el Perú, y Leimebamba, donde triunfó Fuerza Democrática. Ambos partidos lograron el gobierno de cuatro distritos cada uno, igualando en número a Acción Popular que, pese a no obtener representación en el concejo provincial, conservó el mismo número de alcaldías distritales obtenidas en los comicios previos. El movimiento Integración 6 de Junio, a pesar de quedar en segundo lugar en las elecciones provinciales, solo logró la victoria en un distrito, Mariscal Castilla.

## Sistema electoral
La Municipalidad Provincial de Chachapoyas es el órgano administrativo y de gobierno de la provincia de Chachapoyas. Está compuesta por el alcalde y el Concejo Provincial.
La votación del alcalde y el concejo se realiza en base al sufragio universal, que comprende a todos los ciudadanos nacionales mayores de dieciocho años, empadronados y residentes en la provincia de Chachapoyas y en pleno goce de sus derechos políticos, así como a los ciudadanos no nacionales residentes y empadronados en la provincia de Chachapoyas.
El Concejo Provincial de Chachapoyas está compuesto por 9 regidores elegidos por sufragio directo para un período de cuatro (4) años, en forma conjunta con la elección del alcalde (quien lo preside). La votación es por lista cerrada y bloqueada. Se asigna a la lista ganadora los escaños según el método d'Hondt o la mitad más uno, lo que más le favorezca. Es elegido como alcalde el candidato que ocupe el primer lugar de la lista que haya obtenido la más alta votación.

## Composición del Concejo Provincial de Chachapoyas
La siguiente tabla muestra la composición del Concejo Provincial de Chachapoyas antes de las elecciones.
| Partidos | Partidos                                                                     | Regidores |
| -------- | ---------------------------------------------------------------------------- | --------- |
|          | Partido Aprista Peruano                                                      | 6         |
|          | Lista Independiente N° 1 Movimiento Político Independiente Fuerza Amazonense | 1         |
|          | Acción Popular                                                               | 1         |
|          | Perú Posible                                                                 | 1         |

## Partidos y candidatos
A continuación se muestra una lista de los principales partidos y alianzas electorales que participaron en las elecciones:
| Candidatura | Candidatura | Partidos y alianzas                        | Candidatos | Candidatos               | Ideología                                        | Resultado previo | Resultado previo | Ref. |
| Candidatura | Candidatura | Partidos y alianzas                        | Candidatos | Candidatos               | Ideología                                        | Votos (%)        | Reg.             | Ref. |
| ----------- | ----------- | ------------------------------------------ | ---------- | ------------------------ | ------------------------------------------------ | ---------------- | ---------------- | ---- |
|             | APRA        | Lista - Partido Aprista Peruano (APRA)     |            | Óscar Torres Quiroz      | Aprismo                                          | 29.20%           | 6                |      |
|             | AP          | Lista - Acción Popular (AP)                |            | Hitler Jiménez Mendoza   | Humanismo Nacionalismo cívico Reformismo         | 23.45%           | 1                |      |
|             | FD          | Lista - Fuerza Democrática (FD)            |            | Marcos Garavito Castillo | Reformismo                                       | Nuevo            | Nuevo            |      |
|             | UPP         | Lista - Unión por el Perú (UPP)            |            | Peter Thomas Lerche      | Socialdemocracia Nacionalismo de izquierda       | Nuevo            | Nuevo            |      |
|             | PNP         | Lista - Partido Nacionalista Peruano (PNP) |            | Ana Gonzales Rivas Plata | Socialismo democrático Nacionalismo de izquierda | Nuevo            | Nuevo            |      |
|             | I6J         | Lista - Integración 6 de Junio (I6J)       |            | Leonardo Rojas Sánchez   | Regionalismo amazonense                          | Nuevo            | Nuevo            |      |

## Resultados

### Sumario general
|                        |                                    |              |              |              |           |           |
| Partidos y coaliciones | Partidos y coaliciones             | Voto popular | Voto popular | Voto popular | Regidores | Regidores |
| Partidos y coaliciones | Partidos y coaliciones             | Votos        | %            | +/−          | Total     | +/−       |
|                        | Unión por el Perú (UPP)            | 5,368        | 26.09        | Nuevo        | 6         | +6        |
|                        | Integración 6 de Junio (I6J)       | 5,104        | 24.81        | Nuevo        | 1         | +1        |
|                        | Partido Aprista Peruano (APRA)     | 3,392        | 16.49        | –12.71       | 1         | –5        |
|                        | Fuerza Democrática (FD)            | 2,822        | 13.72        | Nuevo        | 1         | +1        |
|                        | Acción Popular (AP)                | 2,169        | 10.54        | –12.91       | 0         | –1        |
|                        | Partido Nacionalista Peruano (PNP) | 1,721        | 8.36         | Nuevo        | 0         | ±0        |
|                        |                                    |              |              |              |           |           |
| Total                  | Total                              | 20,576       |              |              | 9         | ±0        |
|                        |                                    |              |              |              |           |           |
| Votos válidos          | Votos válidos                      | 20,576       | 86.67        | –0.36        |           |           |
| Votos en blanco        | Votos en blanco                    | 1,854        | 7.81         | –1.22        |           |           |
| Votos nulos            | Votos nulos                        | 1,311        | 5.52         | +1.58        |           |           |
| Votos emitidos         | Votos emitidos                     | 23,741       | 85.63        | +3.48        |           |           |
| Abstenciones           | Abstenciones                       | 3,985        | 14.37        | –3.48        |           |           |
| Votantes registrados   | Votantes registrados               | 27,726       |              |              |           |           |
|                        |                                    |              |              |              |           |           |
| Fuente:                |                                    |              |              |              |           |           |

### Concejo Provincial de Chachapoyas
| Cargo                              | Autoridad electa          | Partido político | Partido político        |
| ---------------------------------- | ------------------------- | ---------------- | ----------------------- |
| Alcalde Provincial de Chachapoyas  | Peter Thomas Lerche       |                  | Unión por el Perú       |
| Regidor Provincial de Chachapoyas  | Mario Torrejón Arellanos  |                  | Unión por el Perú       |
| Regidora Provincial de Chachapoyas | Elizabeth Terán Reátegui  |                  | Unión por el Perú       |
| Regidor Provincial de Chachapoyas  | Jindley Vargas Zumaeta    |                  | Unión por el Perú       |
| Regidor Provincial de Chachapoyas  | Hildegard León Cisneros   |                  | Unión por el Perú       |
| Regidor Provincial de Chachapoyas  | Jorge Ruiz Montano        |                  | Unión por el Perú       |
| Regidor Provincial de Chachapoyas  | Anaximandro Valdez Torres |                  | Unión por el Perú       |
| Regidor Provincial de Chachapoyas  | Fernando Santillán Meza   |                  | Integración 6 de Junio  |
| Regidor Provincial de Chachapoyas  | Jesús Santillán Mendoza   |                  | Partido Aprista Peruano |
| Regidora Provincial de Chachapoyas | Rosario Reina Santillán   |                  | Fuerza Democrática      |

## Elecciones municipales distritales

### Sumario general
| Partidos y coaliciones | Partidos y coaliciones                                   | Voto popular | Voto popular | Voto popular | Alcaldías | Alcaldías |
| Partidos y coaliciones | Partidos y coaliciones                                   | Votos        | %            | +/−          | Total     | +/−       |
| ---------------------- | -------------------------------------------------------- | ------------ | ------------ | ------------ | --------- | --------- |
|                        | Partido Aprista Peruano (APRA)                           | 2,740        | 26.02        | –1.56        | 6         | –5        |
|                        | Fuerza Democrática (FD)                                  | 2,159        | 20.50        | +20.15       | 4         | +3        |
|                        | Unión por el Perú (UPP)                                  | 1,786        | 16.96        | Nuevo        | 4         | +4        |
|                        | Integración 6 de Junio (I6J)                             | 1,289        | 12.24        | +9.53        | 1         | +1        |
|                        | Acción Popular (AP)                                      | 1,052        | 9.99         | –3.07        | 4         | ±0        |
|                        | Movimiento Regional Amazonense Unidos al Campo (MORAUAC) | 642          | 6.10         | Nuevo        | 1         | +1        |
|                        | Partido Nacionalista Peruano (PNP)                       | 440          | 4.18         | Nuevo        | 0         | ±0        |
|                        | Agrupación Independiente Sí Cumple (Sí Cumple)           | 316          | 3.00         | Nuevo        | 0         | ±0        |
|                        | Alianza para el Progreso (APP)                           | 108          | 1.03         | Nuevo        | 0         | ±0        |
|                        |                                                          |              |              |              |           |           |
| Total                  | Total                                                    | 10,532       |              |              | 20        | ±0        |
|                        |                                                          |              |              |              |           |           |
| Votos válidos          | Votos válidos                                            | 10,532       | 87.01        | +1.47        |           |           |
| Votos en blanco        | Votos en blanco                                          | 1,065        | 8.80         | –2.34        |           |           |
| Votos nulos            | Votos nulos                                              | 508          | 4.20         | +0.88        |           |           |
| Votos emitidos         | Votos emitidos                                           | 12,105       | 88.64        | +6.95        |           |           |
| Abstenciones           | Abstenciones                                             | 1,551        | 11.36        | –6.95        |           |           |
| Votantes registrados   | Votantes registrados                                     | 13,656       |              |              |           |           |
|                        |                                                          |              |              |              |           |           |
| Fuente:                |                                                          |              |              |              |           |           |

### Resultados por distrito
La siguiente tabla enumera el control de los distritos de la provincia de Chachapoyas. El cambio de mando de una organización política se resalta del color de ese partido.
| Distrito                | Alcalde(sa) titular         | Partido político | Partido político           | Alcalde(sa) electo(a)     | Partido político | Partido político        |
| ----------------------- | --------------------------- | ---------------- | -------------------------- | ------------------------- | ---------------- | ----------------------- |
| Asunción                | Guillermo Núñez Maslucán    |                  | Fuerza Democrática         | Helda Molinari Trauco     |                  | Fuerza Democrática      |
| Balsas                  | José Bazan Tuesta           |                  | Fuerza Amazonense          | Eugenio Tirado Ortiz      |                  | Unión por el Perú       |
| Cheto                   | Albino Culquimboz Santillán |                  | Partido Aprista Peruano    | Elita Culquimboz Huamán   |                  | Partido Aprista Peruano |
| Chiliquín               | Lázaro Quiroz Chuqui        |                  | Partido Aprista Peruano    | Lázaro Quiroz Chuqui      |                  | Partido Aprista Peruano |
| Chuquibamba             | Lenin Portal Zabaleta       |                  | Perú Posible               | Celso Portal Bustamante   |                  | Partido Aprista Peruano |
| Granada                 | Eliades Pilco Guayamiz      |                  | Acción Popular             | Enoc Pilco Valle          |                  | Partido Aprista Peruano |
| Huancas                 | Eduardo Dilas Cerna         |                  | Acción Popular             | Asunción Inga Cruz        |                  | Unión por el Perú       |
| La Jalca                | Federico Huamán Piuquin     |                  | Partido Aprista Peruano    | José Culqui Velásquez     |                  | Unión por el Perú       |
| Leimebamba              | Nelson Oyarce Escuadra      |                  | Partido Aprista Peruano    | Engels Escobedo Portal    |                  | Fuerza Democrática      |
| Levanto                 | Rodolfo Inga Huamán         |                  | Acción Popular             | Rodolfo Inga Huamán       |                  | Acción Popular          |
| Magdalena               | Eustorjio Mesía Cruz        |                  | Partido Aprista Peruano    | Diógenes Zavaleta Tenorio |                  | Fuerza Democrática      |
| Mariscal Castilla       | Pedro Tuesta Culqui         |                  | Adelante Mariscal Castilla | Pedro Tuesta Culqui       |                  | Integración 6 de Junio  |
| Molinopampa             | Néstor Sopla Bacalla        |                  | Partido Aprista Peruano    | Zonia Negrón Tafur        |                  | Acción Popular          |
| Montevideo              | Emilfero Epquin Rojas       |                  | Partido Aprista Peruano    | Adalberto Rojas Gutiérrez |                  | Unidos al Campo         |
| Olleros                 | Nilcer Vargas Lápiz         |                  | Fuerza Amazonense          | Nilcer Vargas Lápiz       |                  | Fuerza Democrática      |
| Quinjalca               | Gerardo Gómez Trigoso       |                  | Partido Aprista Peruano    | Braulio Goñas Culqui      |                  | Acción Popular          |
| San Francisco de Daguas | Alfredo Gómez Chávez        |                  | Partido Aprista Peruano    | Ludmilia Culquimboz Ruiz  |                  | Acción Popular          |
| San Isidro de Maino     | José Santillán Vásquez      |                  | Partido Aprista Peruano    | José Santillán Vásquez    |                  | Partido Aprista Peruano |
| Soloco                  | Erasmo Chuqui Zuta          |                  | Acción Popular             | Cenovio Loja Culqui       |                  | Unión por el Perú       |
| Sonche                  | Segundo García Alvarado     |                  | Partido Aprista Peruano    | Segundo García Alvarado   |                  | Partido Aprista Peruano |